# Theeboomolie
Theeboomolie (ook wel: teatreeolie) is een etherische olie die door stoomdestillatie uit bladeren van de theeboom (Melaleuca alternifolia) wordt verkregen. Het heeft een antibacteriële en schimmeldodende werking.

## Boom
De theeboom is inheems in het noordoostelijk kustgebied van New South Wales, Australië en wordt ongeveer acht meter hoog. De theeboom behoort tot de Mirtefamilie, waaronder ook kruidnagel en guave vallen. Hij heeft naalden en blijft het hele jaar door groen.

## Geschiedenis
De bladeren van aan theeboom verwante soorten als Melaleuca cajuputi en Melaleuca quinquenervia werden al generaties lang gebruikt door de oorspronkelijke bewoners van Australië: de Aborigines in de vorm van dampbaden bij verkoudheden, griep en koorts. Of theeboombladeren zelf door de Aborigines werden gebruikt is niet duidelijk, hoewel de theeboomolie-industrie dergelijke beweringen regelmatig maakt. De Aborigines gebruikten in ieder geval geen theeboomolie, aangezien zij niet over de benodigde technologie (destillatieapparatuur) beschikten.
In het jaar 1770 werd de boom 'teatree' genoemd door James Cook, die op zijn expeditie naar Australië de bladeren met de sterke geur ontdekte en die meenam naar Engeland. Daar maakte hij er thee van, vandaar de naam 'teatree', of theeboom in het Nederlands.
Ook tijdens WO II werd de olie vaak gebruikt om wonden te verzorgen. Na de oorlog kwamen de antibiotica op, waardoor theeboomolie wat vergeten werd. Tot daar in de jaren '60 verandering in kwam met de hippiecultuur. Zij twijfelden aan de chemische middelen en grepen terug naar de natuurgeneesmiddelen, waaronder theeboomolie.

## Eigenschappen
Theeboomolie is een geel tot groene olie. De hoofdbestanddelen zijn terpineen-4-ol, en terpineen, daarnaast bevat de olie onder meer aromadendreen, cadineen, paracymeen, pineen, terpinoleen en viridifloreen. De geur is een beetje kamferachtig.
Er is een ISO-standaard voor deze olie opgenomen in ISO 4730 (Olie van Melaleuca). De olie heeft brede antibacteriële, schimmeldodende en antivirale werking. De antibacteriële en schimmeldodende werking kan voor een belangrijk deel worden toegeschreven aan terpineen-4-ol. De olie heeft cosmetische en medicinale eigenschappen, waaronder een antiseptische en schimmelbestrijdende werking. A.R. Penfold ontdekte in de jaren twintig van de twintigste eeuw dat theeboomolie elf keer effectiever was bij de bestrijding van Salmonella enterica (de veroorzaker van buiktyfus) dan fenol, de toenmalige standaard voor vergelijking.

## Veiligheid
Theeboomolie is schadelijk en irriterend bij opname door de mond, maar leidt voor zover bekend zelden tot een allergische reactie. Inwendig gebruik wordt het best vermeden, tenzij men heeft overlegd met een arts. Bij toepassing op de huid kan die geïrriteerd raken. De oorzaak is vaak een hoge concentratie van eucalyptol. Men kan ook allergisch zijn voor dit product.
Gebruik van theeboomolie (en lavendelolie) leidt mogelijk tot verstoring van de hormoonhuishouding, zo blijkt uit onderzoek van endocrinoloog Clifford Bloch en van Derek Henley en Kenneth Korach van het Amerikaanse overheidsinstituut NIEHS.

Kritiek op dit onderzoek was onder meer dat het slechts drie gevallen betrof waarin weliswaar producten met theeboomolie werden gebruikt, maar niet in hoeveelheden groter dan gebruikelijk. Bij deze werd borstgroei vastgesteld, maar dit is een uiterst zeldzaam voorval.
Het Scientific Committee on Consumer Safety (SCCS) van de Europese Unie rapporteerde in december 2004 dat er te weinig onderzoek is gedaan naar de gevaren van het gebruik van theeboomolie om de veiligheid van het gebruik ervan te garanderen, met name is er onderzoek nodig naar de carcinogeniteit en gentoxiciteit van de olie. In 2008 liet SCCS weten dat de cosmetische branche de noodzaak van theeboomolie in hun producten nog moet aantonen.

## Gebruik
Theeboomolie wordt beperkt gebruikt als geurstof, met name in saunaproducten en in sommige huishoudelijke reinigingsmiddelen. Verder in zeer beperkte mate als smaakstof en middel tegen de hoofdluis. Theeboomolie wordt onder andere gebruikt in tandpasta en mondwater.
Daarnaast wordt theeboomolie gebruikt in aromatherapie en als zelfhulpmiddel bij de genezing van wonden (zoals snij- en brandwonden en insectenbeten), acne, luchtweginfecties, zwemmerseczeem, kalknagels, voetschimmel, wratten, mazelen, verkoudheid, littekenweefsel, en overmatig zweten. De werking van theeboomolie hierbij is echter niet aangetoond.